# Fritillaria drygalskii
Fritillaria drygalskii är en ryggsträngsdjursart som beskrevs av Lohmann in Bückmann 1923. Fritillaria drygalskii ingår i släktet Fritillaria och familjen bägargroddar. Inga underarter finns listade i Catalogue of Life.